# おふれこタイムス
『おふれこタイムス』は、南瓜による日本の4コマ漫画作品。『コミックキューン』（KADOKAWA）にて、2015年10月号から同誌が独立創刊するのに合わせ連載を開始し、2017年4月号で完結。
2016年11月2日にドラマCDが発売された。

## あらすじ
こっそり人間に擬態した未確認生物が御振木清心学園（おふれこせいひんがくえん）に通い、設立した新聞部と周辺のふれあいを描いたモンスターコメディ。

## 登場人物
声優名はドラマCDのキャスト、カッコ内は正体。
八木みらい（チュパカブラ）
声 - 高森奈津美
人間に擬態している間は喉が渇きやすい程度である。
尾根寿々子（ネッシー）
声 - 稲川英里
アイドルに憧れを持っている。水の中が恋しくて頭から水をかぶることがある。
胡堂千歳（ツチノコ）
声 -
陸上部員。
湯沢夢実（人間）
声 - 本多真梨子
2年生、新聞部部長。八木と尾根を新聞部に勧誘した本人。
中園ルビィ（ビッグフット）
声 - のぐちゆり
2年生、夢実のメイド。
瑞城ありか（ギガラクネ）
声 - 松嵜麗
洋式茶道部部長。といっても部員は瑞城一人であり、ぼっちをこじらせ幻聴癖がある。
井上月下（人間）
声 - 五十嵐裕美
弦楽四重奏部部長。
室町紗白（モンゴリワン・デスワーム）
声 - 大空直美
地学部部員。ビニールハウスで過ごす毎日を送っている。

## 書誌情報
- 南瓜『おふれこタイムス』 KADOKAWA 〈MFCキューンシリーズ〉、既刊1巻（2016年9月26日現在）
  1. 2016年9月26日発行（2016年9月26日発売[6]）、ISBN 978-4-04-068699-8